# ميستانزا (سيوداد ريال)
بلدية ميستانزا (بالإسبانية: Mestanza)‏، هي إحدى بلديات مقاطعة سيوداد ريال إحدى مقاطعات إسبانيا، والتي تقع في منطقة قشتالة لا منتشا وسط إسبانيا.
يبلغ عدد سكانها 821 نسمة وفقاً لإحصائية سنة (2007).